# Leichtathletik-Weltmeisterschaften der Behinderten 2017/Teilnehmer (Flüchtlingsteam)
| stlisierte Goldmedaille | stlisierte Silbermedaille | stlisierte Bronzemedaille |
| ----------------------- | ------------------------- | ------------------------- |
| —                       | —                         | —                         |

Das Flüchtlingsteam (englisch Independent Para Athletes (IPA)) der Leichtathletik-Weltmeisterschaften der Behinderten 2017 bestand aus zwei Athleten.

## Ergebnisse

### Männer
| Athlet            | Wettbewerb     | Vorlauf / Vorkampf | Vorlauf / Vorkampf | Halbfinale   | Halbfinale | Finale             | Finale |
| Athlet            | Wettbewerb     | Zeit / Weite       | Rang               | Zeit / Weite | Rang       | Zeit / Weite       | Rang   |
| ----------------- | -------------- | ------------------ | ------------------ | ------------ | ---------- | ------------------ | ------ |
| Ahmed Al Ksso     | 100 m T47      | 12,18 s SB         | 8                  | –            | –          | nicht qualifiziert | 15     |
| Ahmed Al Ksso     | Weitsprung T47 | –                  | –                  | –            | –          | 5,59 m             | 13     |
| Ahmed Al Ksso     | Dreisprung T47 | –                  | –                  | –            | –          | 12,45 m PB         | 8      |
| Shahrad Nasajpour | Diskuswurf F37 | –                  | –                  | –            | –          | 43,80 m PB         | 9      |